# Holden FE
Holden FE — среднеразмерный автомобиль, выпускавшийся с 1956 по 1958 год австралийской компанией Holden. FE стал первым автомобилем компании Holden, который выпускался в Новой Зеландии (первый экземпляр сошёл с конвейера 31 января 1957 года). 

## Описание
Автомобили Holden FE выпускались с более длинной колёсной базой, нежели предшественники Holden FJ. В отличие от 48-215 и FJ, FE имеет совершенно другой стиль. Изменения включали в себя цельное ветровое стекло, 12-вольтовую электрическую систему (вместо 6-вольтовой у предшественников), улучшенное рулевое управление, передний стабилизатор поперечной устойчивости и расширенные колёсные диски. Во всех моделях применялся рядный шестицилиндровый двигатель объёмом 2262 см3 в паре с трёхступенчатой механической трансмиссией. Степень сжатия двигателя составила 6,8:1, что увеличило мощность с 45 кВт (60 л. с.) до 53 кВт (71 л. с.).

## Модельный ряд
- Holden Standard Sedan[5]
- Holden Standard Station Sedan
- Holden Business Sedan
- Holden Special Sedan
- Holden Special Station Sedan
- Holden Utility
- Holden Panel Van

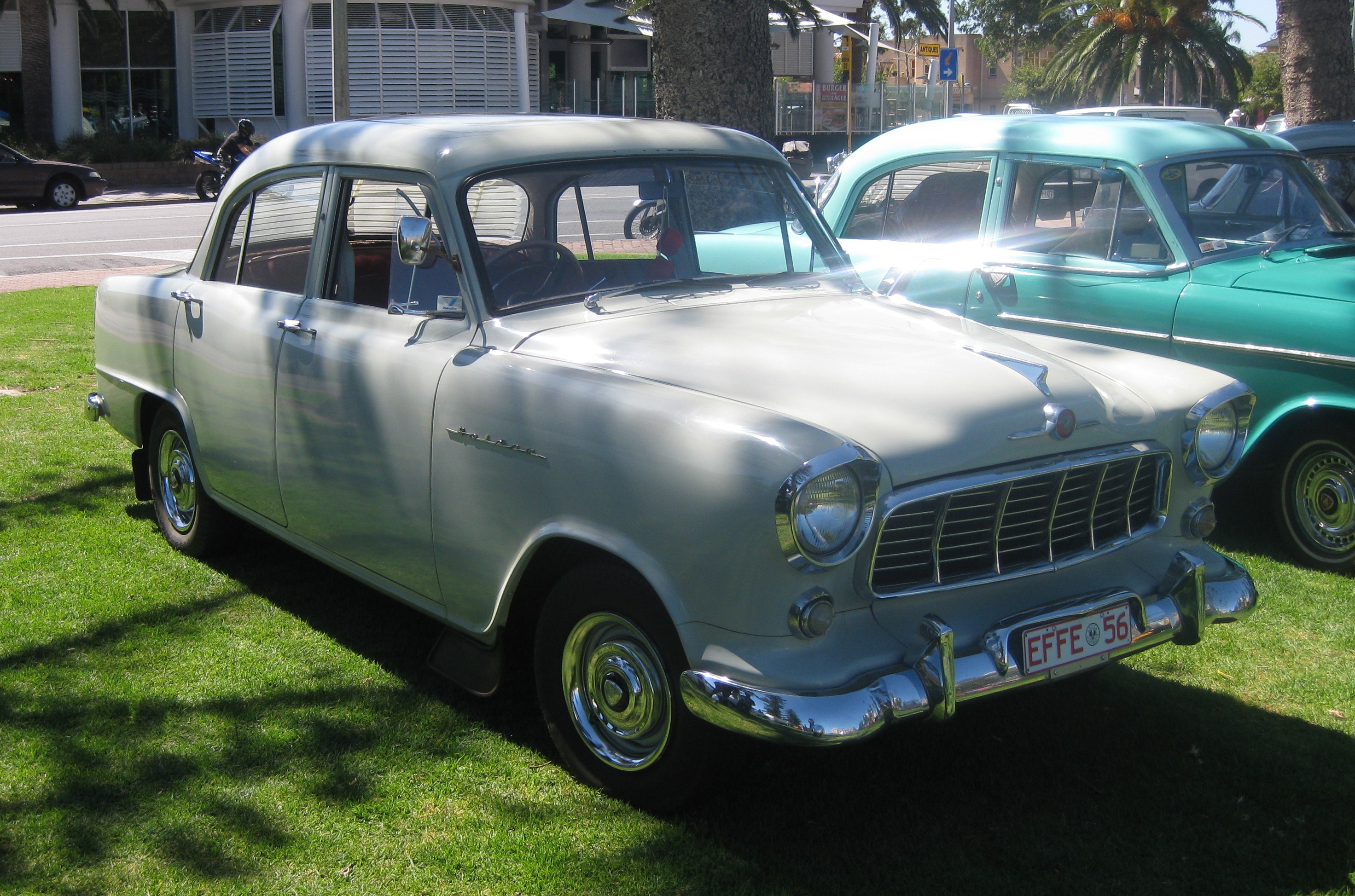
Holden Standard Sedan
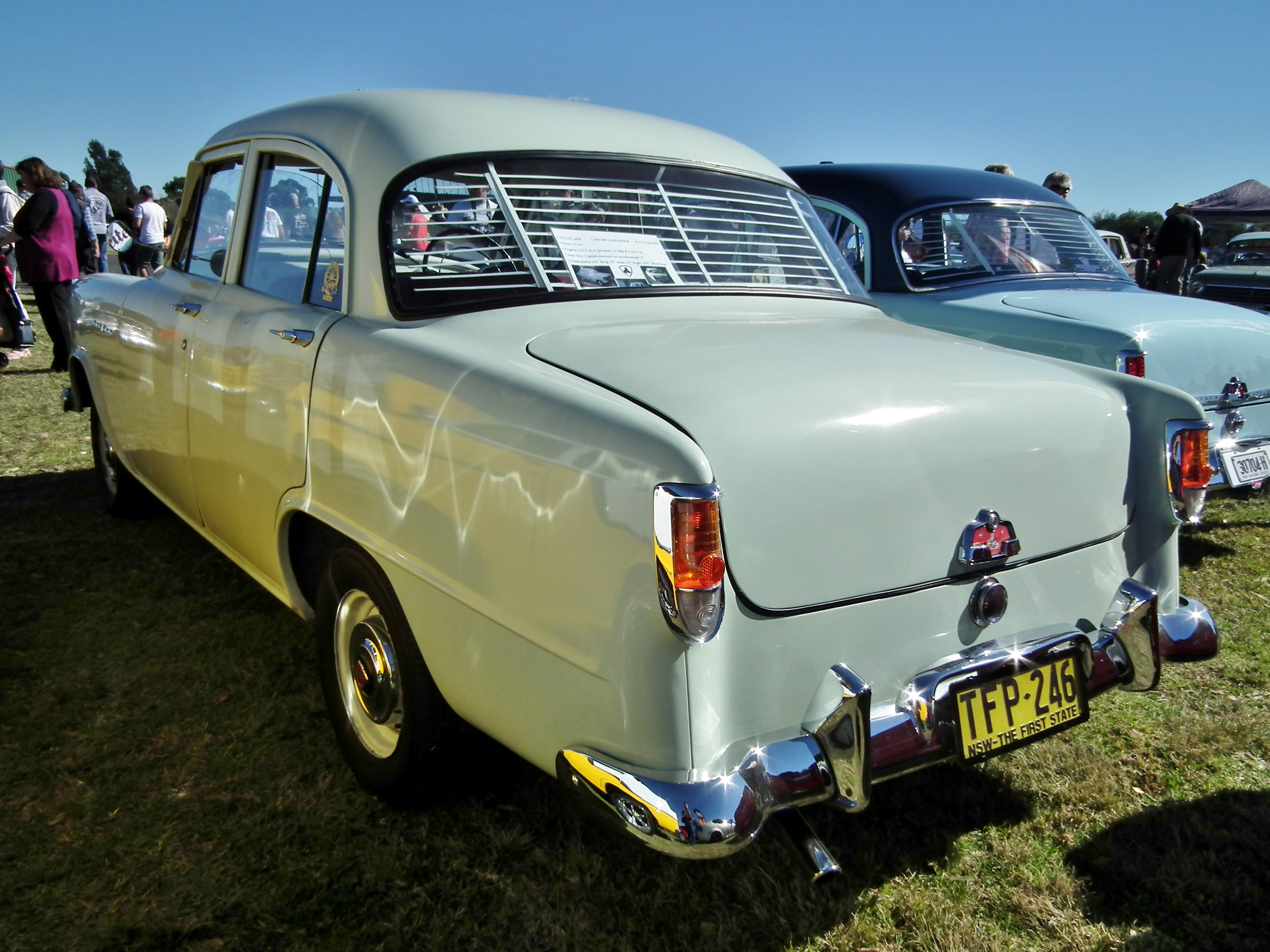
Holden Standard Sedan
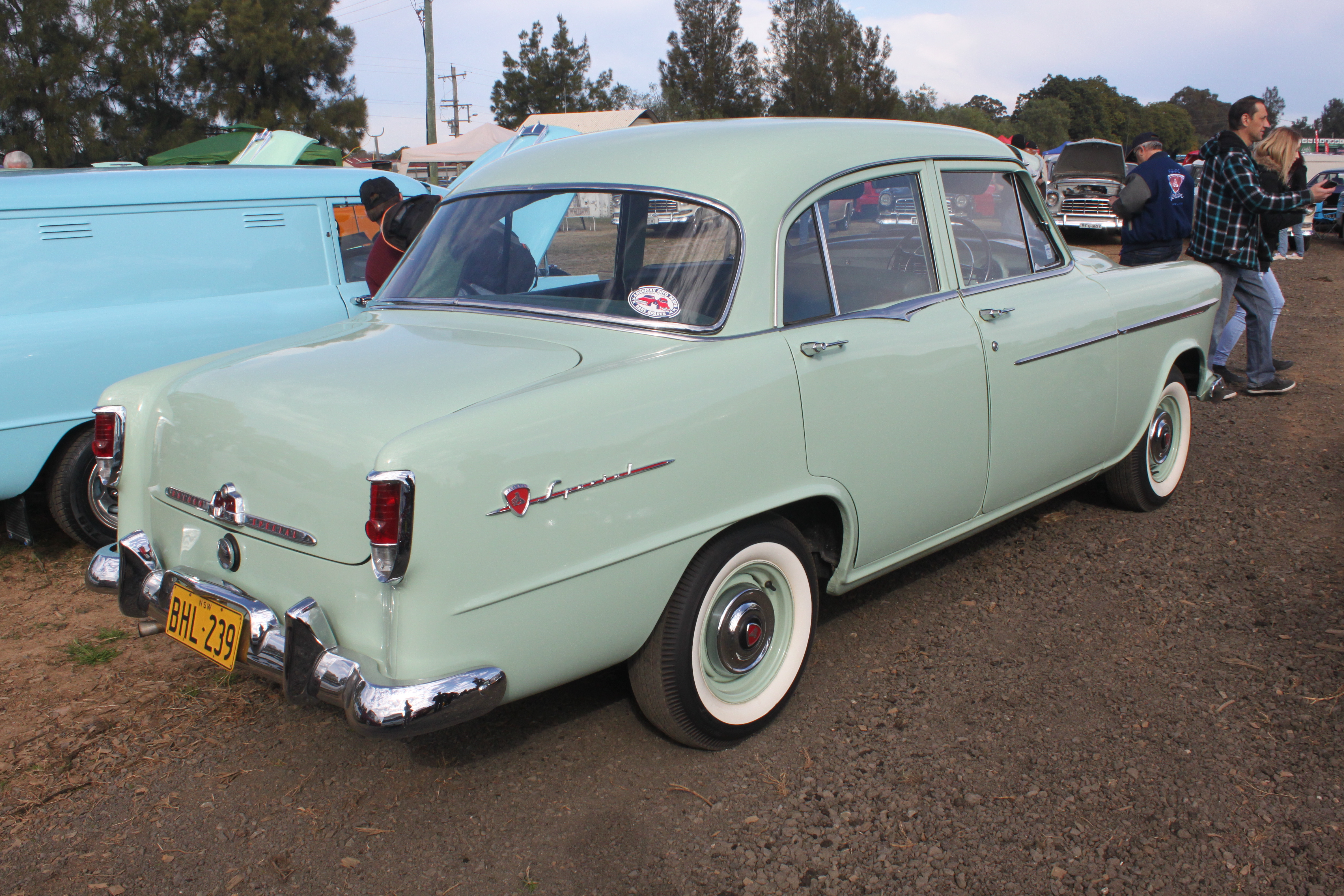
Holden Special Sedan
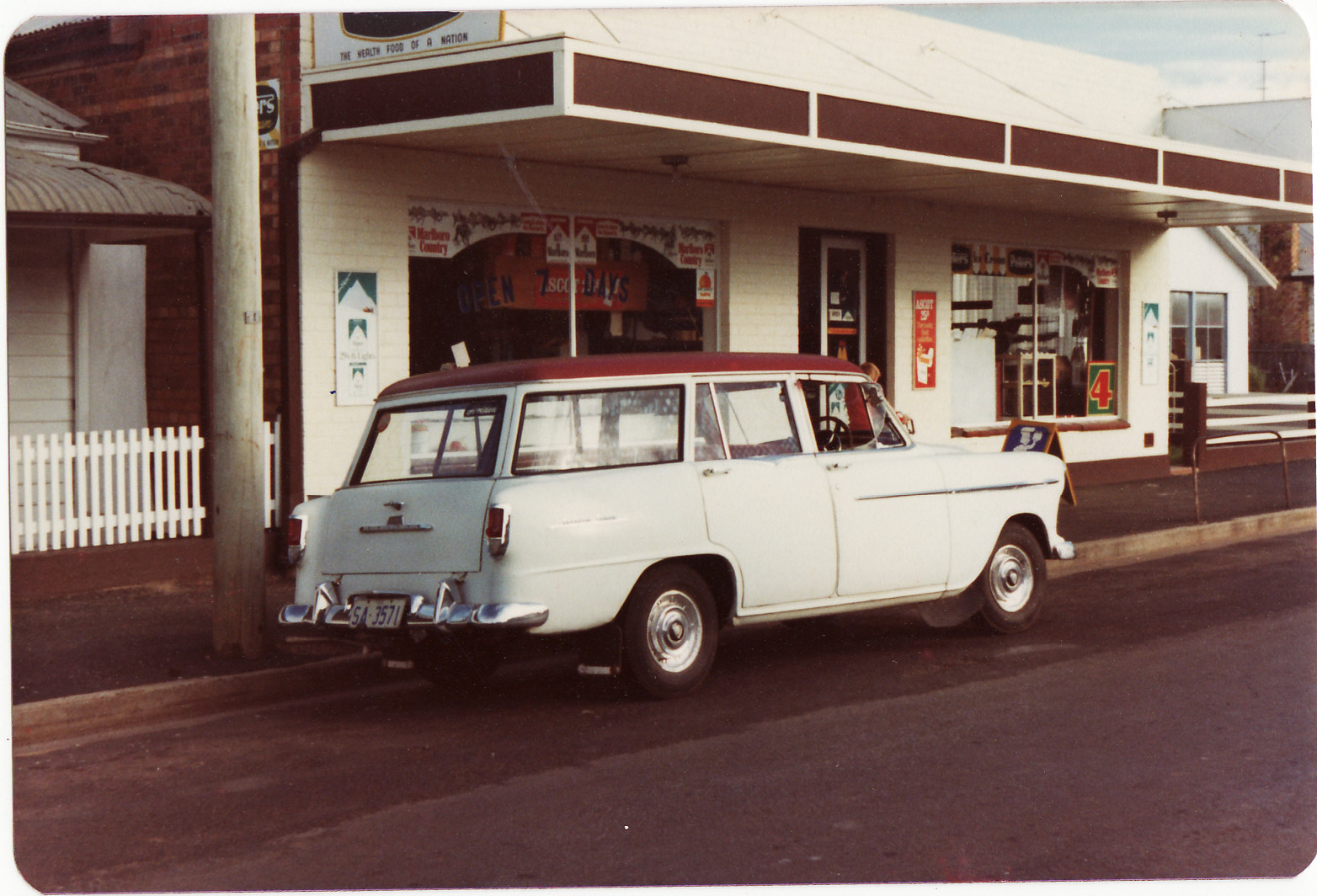
Holden Special Station Sedan
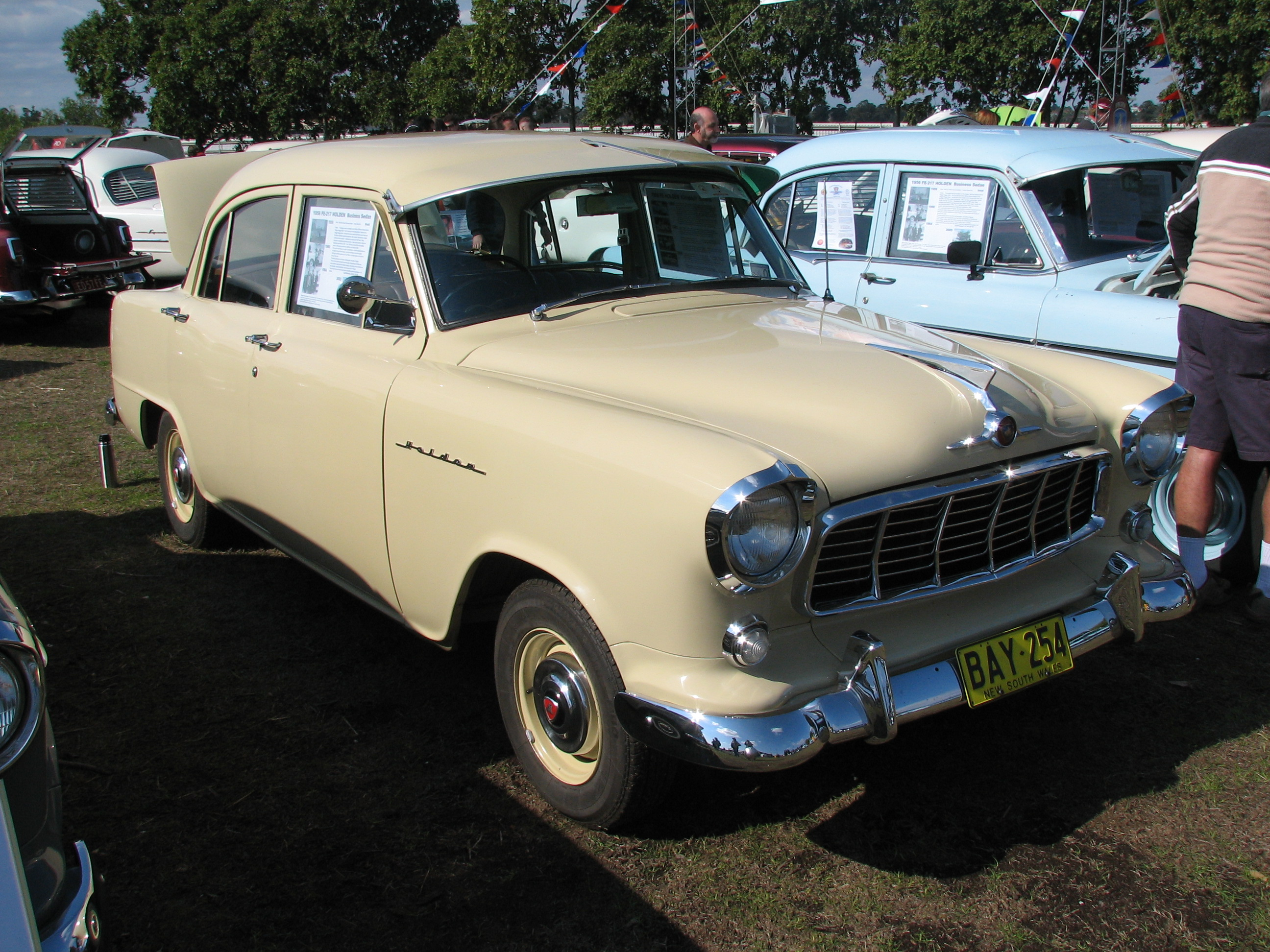
Holden Business Sedan
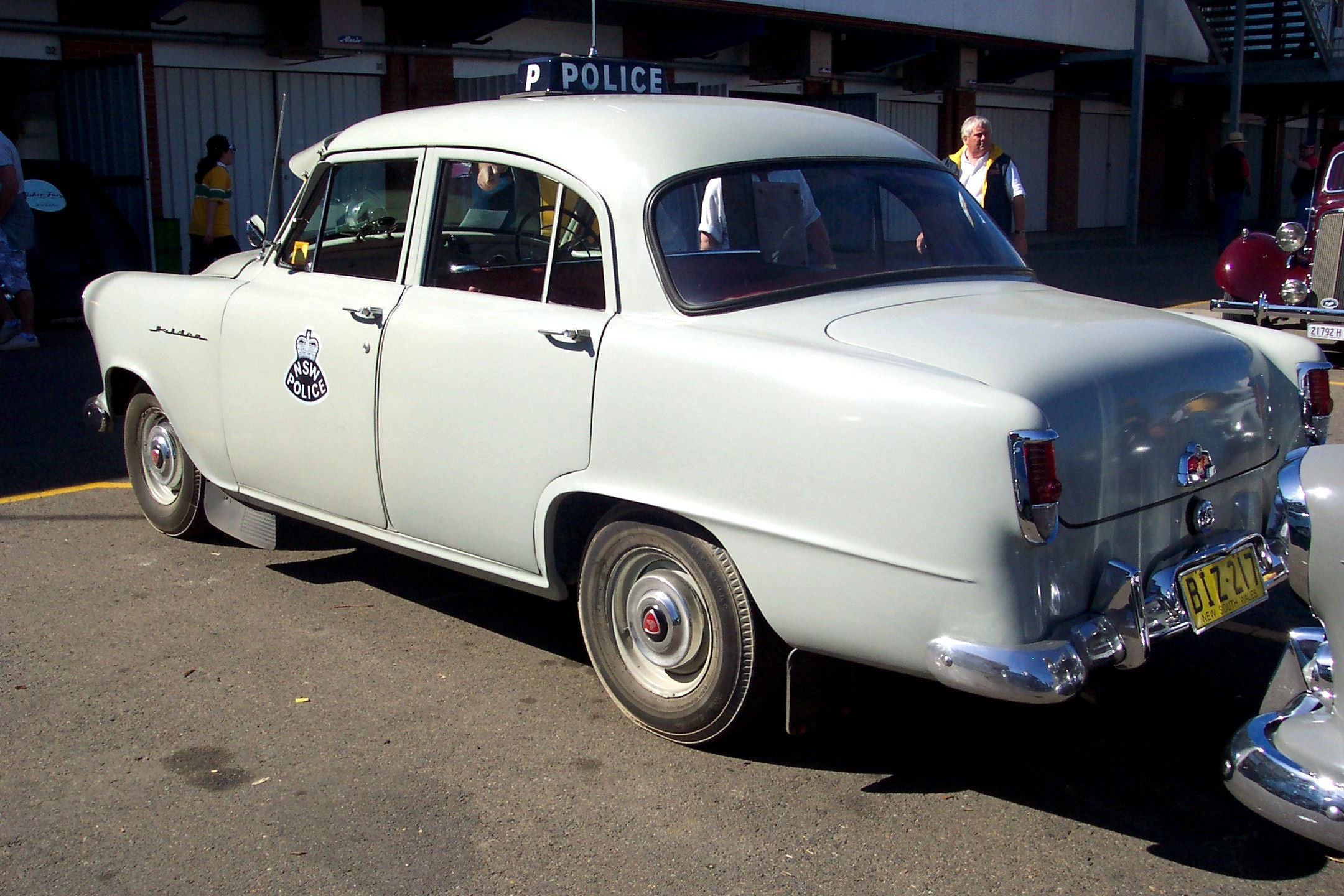
Holden Business Sedan
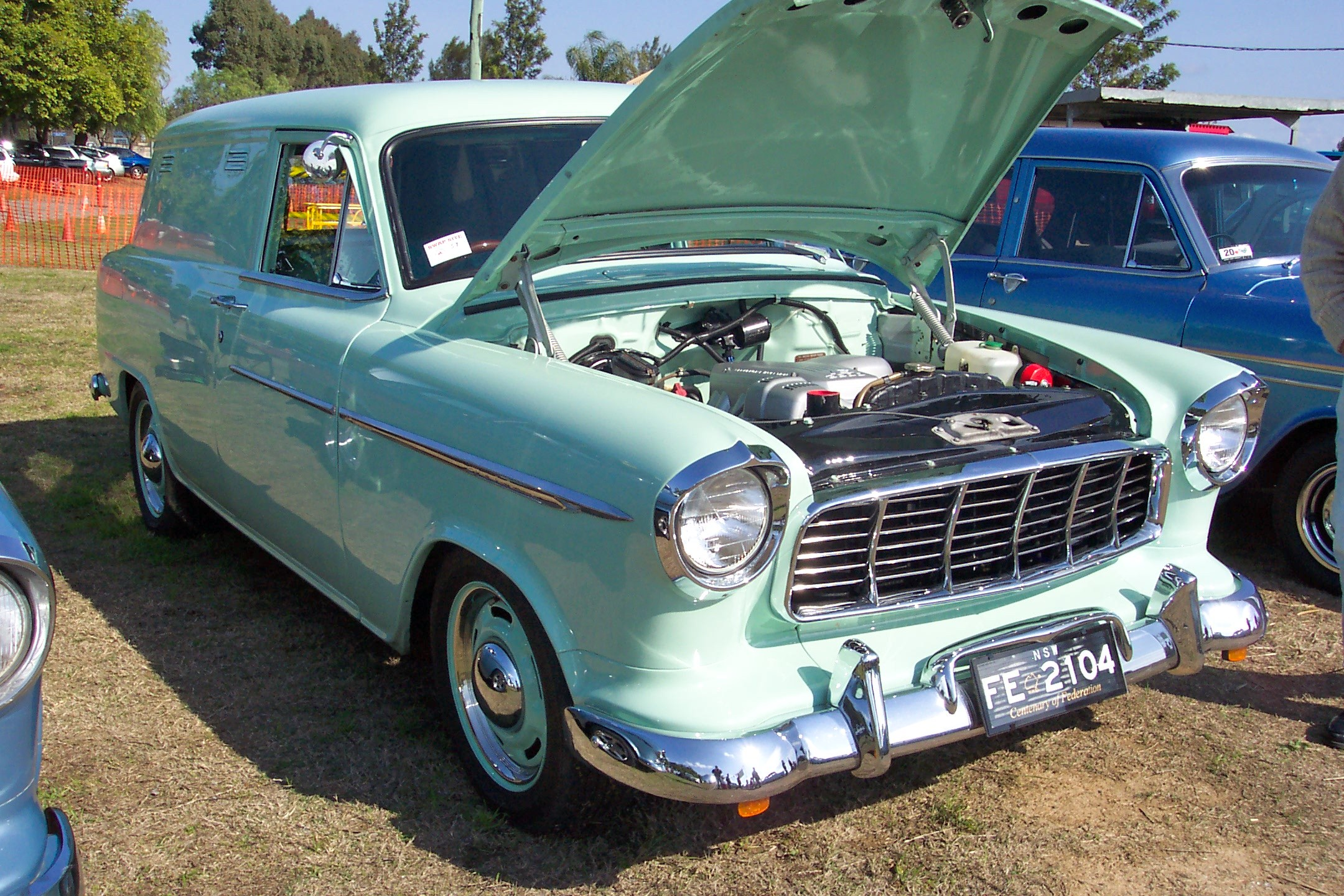
Holden Panel Van (с нестандартными колёсами)
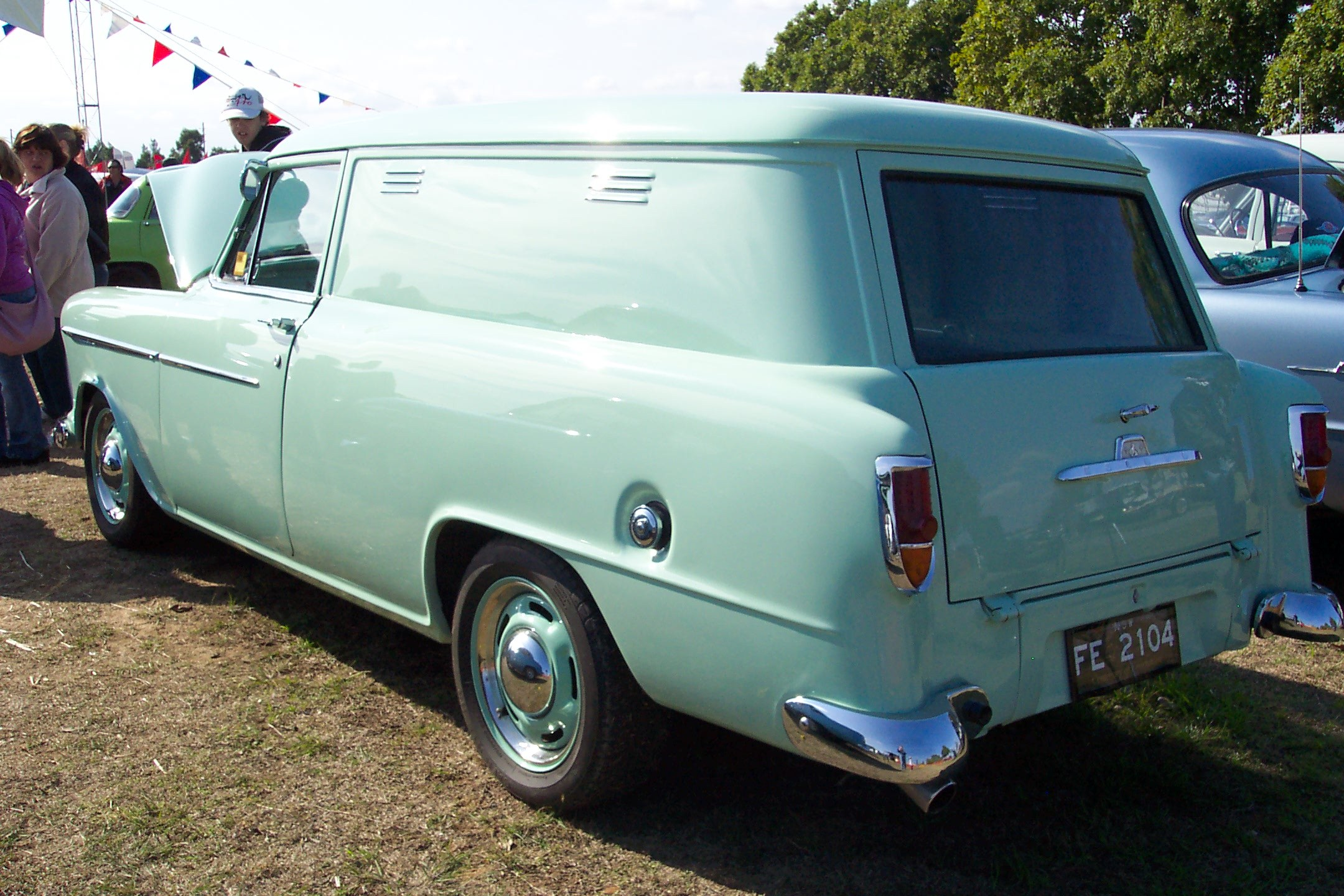
Holden Panel Van (с нестандартными колёсами)
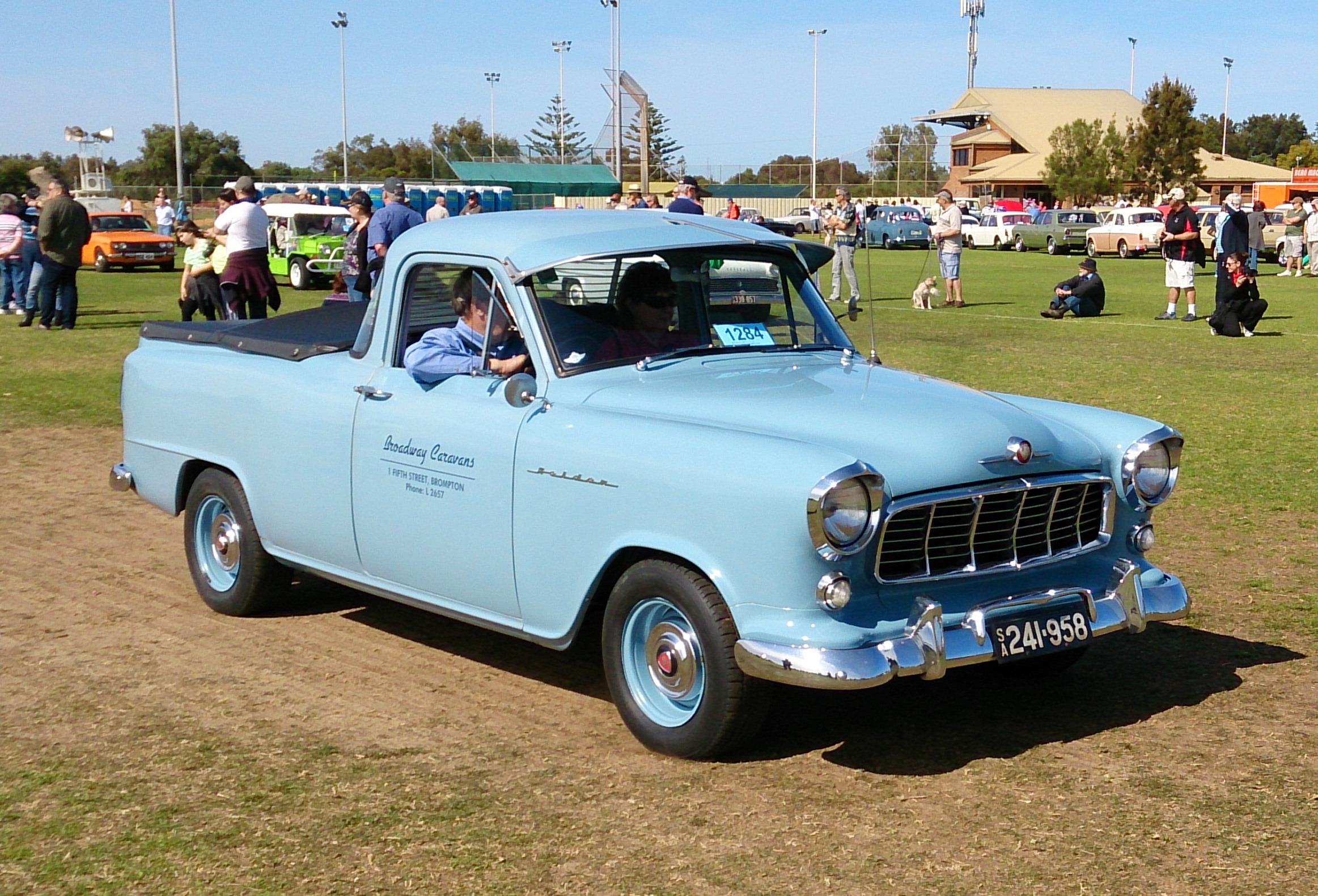
Holden Utility
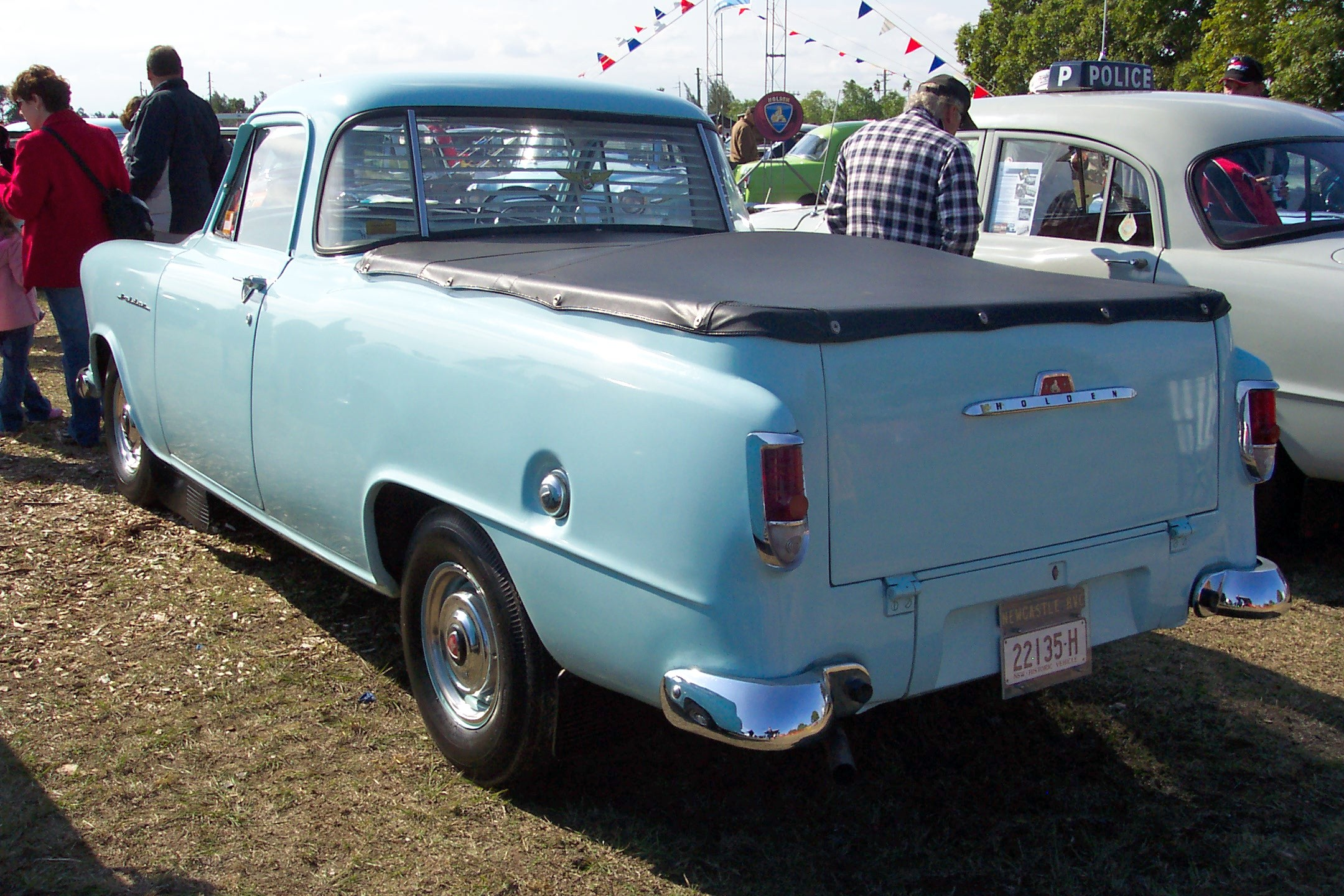
Holden Utility

## Производство
В мае 1958 года преемником Holden FE стал Holden FC. Всего было выпущено 155161 автомобиль.